# Ybeltje Berckmoes-Duindam
Ybeltje Berckmoes-Duindam (Leiden, 11 februari 1967) is een Nederlands voormalig parlementslid. Zij was van 9 november 2011 tot 22 maart 2017 lid van de Tweede Kamer voor de Volkspartij voor Vrijheid en Democratie (VVD).

## Voor de politiek
Berckmoes-Duindam volgde van 1979 tot 1985 het vwo op het Pieter Groen College in Katwijk. Van 1985 tot 1986 ging zij naar de Scapino Ballet Academie van de Theaterschool Amsterdam. Van 1986 tot 1992 studeerde zij geschiedenis (propedeuse) en Europese studies (doctoraal) aan de Universiteit van Amsterdam.
Berckmoes-Duindam was van 1992 tot 2001 stafmedewerker bij het Academisch Medisch Centrum Amsterdam. Van 2001 tot 2011 bekleedde zij diverse marketing- en salesfuncties in de farmaceutische industrie bij Lilly Nederland, Servier en Daiichi Sankyo. In 2001 volgde zij een opleiding NIMA A Sales en in 2009 een opleiding NIMA B Marketing van het Nederlands Instituut voor Marketing (NIMA). Daarnaast was zij directeur van haar eigen JANUS, gespecialiseerd in overheids- en bedrijfsmanagement.

## Politieke carrière
Van april 2006 tot november 2011 (met een onderbreking in 2010) was ze lid van de gemeenteraad van Den Helder. In 2012 stond ze bij de Tweede Kamerverkiezingen op plek 36 van de VVD-kandidatenlijst en behaalde 1.196 voorkeurstemmen. Begin 2015 werd Berckmoes door dagblad de Volkskrant aangeduid als "het onopvallendste Tweede Kamerlid." Twee jaar later haalde ze de publiciteit door eerst in een commissievergadering van de Tweede Kamer en na afloop in een interview op BNR Nieuwsradio te pleiten voor het sluiten van de grenzen voor jonge mannen uit het Midden-Oosten en Afrika. Volgens haar was West-Europa namelijk verworden tot een soort van Eurabië, iets dat een halt toegeroepen moest worden. Haar uitlatingen werden scherp veroordeeld door VVD-fractievoorzitter Halbe Zijlstra: "... de wijze waarop zij dit zegt, verklaart waarom ze niet op de [kandidaten]lijst staat." In het Algemeen Dagblad noemde Berckmoes dit vervolgens "een beetje sneu natrappen". Bovendien stelde ze dat zij zichzelf zou hebben teruggetrokken voor de kandidatenlijst.
In september 2016 was Berckmoes-Duindam een van zeven VVD-Kamerleden die voor de initiatiefwet van D66-Kamerlid Pia Dijkstra omtrent registratie voor orgaandonatie stemden. Dit voorstel werd met 75 stemmen voor en 74 tegen door de Tweede Kamer aangenomen.
Op 28 april 2017 zegde zij haar VVD-lidmaatschap op. Als reden gaf ze dat de partij volgens haar te halfslachtig was omgegaan met een integriteitskwestie rondom VVD-voorzitter Henry Keizer.

## Na de politiek
Sinds maart 2017 is Berckmoes-Duindam onafhankelijk adviseur sociaal domein. Op 26 september 2017 bracht ze een boek uit over haar wederwaardigheden als Tweede Kamerlid voor de VVD, onder de titel:  'Voorlichting loopt met u mee tot het ravijn'. Mijn ontluisterende jaren in de VVD-fractie.
Op 25 november 2019 werd bekend dat Berckmoes-Duindam als secretaris betrokken was bij de oprichting van een nieuwe omroep, Ongehoord Nederland. In 2020 had ze daar een programma De Buitenplaats, waar ze onder andere via medium Robbert van den Broeke zogenaamd Pim Fortuyn interviewde. Op 11 mei 2020 kondigde Berckmoes-Duindam aan op te stappen bij Ongehoord Nederland omdat er volgens haar geen ruimte was voor "spirituele en andersoortige ervaringen", doelend op haar programma De Buitenplaats.

## Persoonlijk
Berckmoes-Duindam komt uit Julianadorp. Ze is gehuwd en heeft twee zonen.
- Nederlandse Thesaurus van Auteursnamen: 412887517
- Parlement.com: vifs19qfrczx
- Virtual International Authority File: 63150940040226601439
- WorldCat: E39PBJwX6MgHyqWW6DhC8MXGHC